# Калиновка (Бурятия)
Кали́новка — село в Мухоршибирском районе Бурятии. Административный центр сельского поселения «Калиновское».

## География
Расположено в 55 км (по автодороге через Хошун-Узур) от районного центра, села Мухоршибирь, в верховье речки Галтай при впадении ручья Филиппова, на южной стороне хребта Цаган-Дабан.

## История
Основано в 1927 году на месте заимки Рогова старообрядцами-семейскими, выходцами из села Большой Куналей, расположенного по другую сторону хребта Цаган-Дабан. Первоначально — село Рогово. В 1929 году официально названо Калиновкой в честь Председателя Президиума ВС СССР М. И. Калинина, разрешившего поселение в этом месте.

## Инфраструктура
Средняя общеобразовательная школа, сельский клуб, библиотека, фельдшерский пункт.

## Культура
Семейский народный ансамбль «Калинка» — основан в 1968 году, дипломант республиканских и международных фольклорных конкурсов и фестивалей.

## Население
| 2002 | 2010 |
| ---- | ---- |
| 499  | ↘410 |